# Victoria West
Victoria West (bis 1855 Victoria) ist ein Ort in der südafrikanischen Provinz Nordkap. Er ist Sitz der Gemeinde Ubuntu im Distrikt Pixley Ka Seme.

## Geographie
Victoria West hat 8254 Einwohner (Stand 2011). Rund 70 Prozent der Einwohner zählten sich 2011 zu den Coloureds, 82 Prozent gaben Afrikaans als hauptsächlich verwendete Sprache an. Der Ort liegt in der Karoo am Brak River. Westlich wird der Fluss zum Victoria West Dam aufgestaut. Die Umgebung ist durch flache Plateaus geprägt, wobei unmittelbar nordwestlich der Stadt ein rund 1440 Meter hoher Tafelberg aufragt. Das Klima ist arid.

## Geschichte

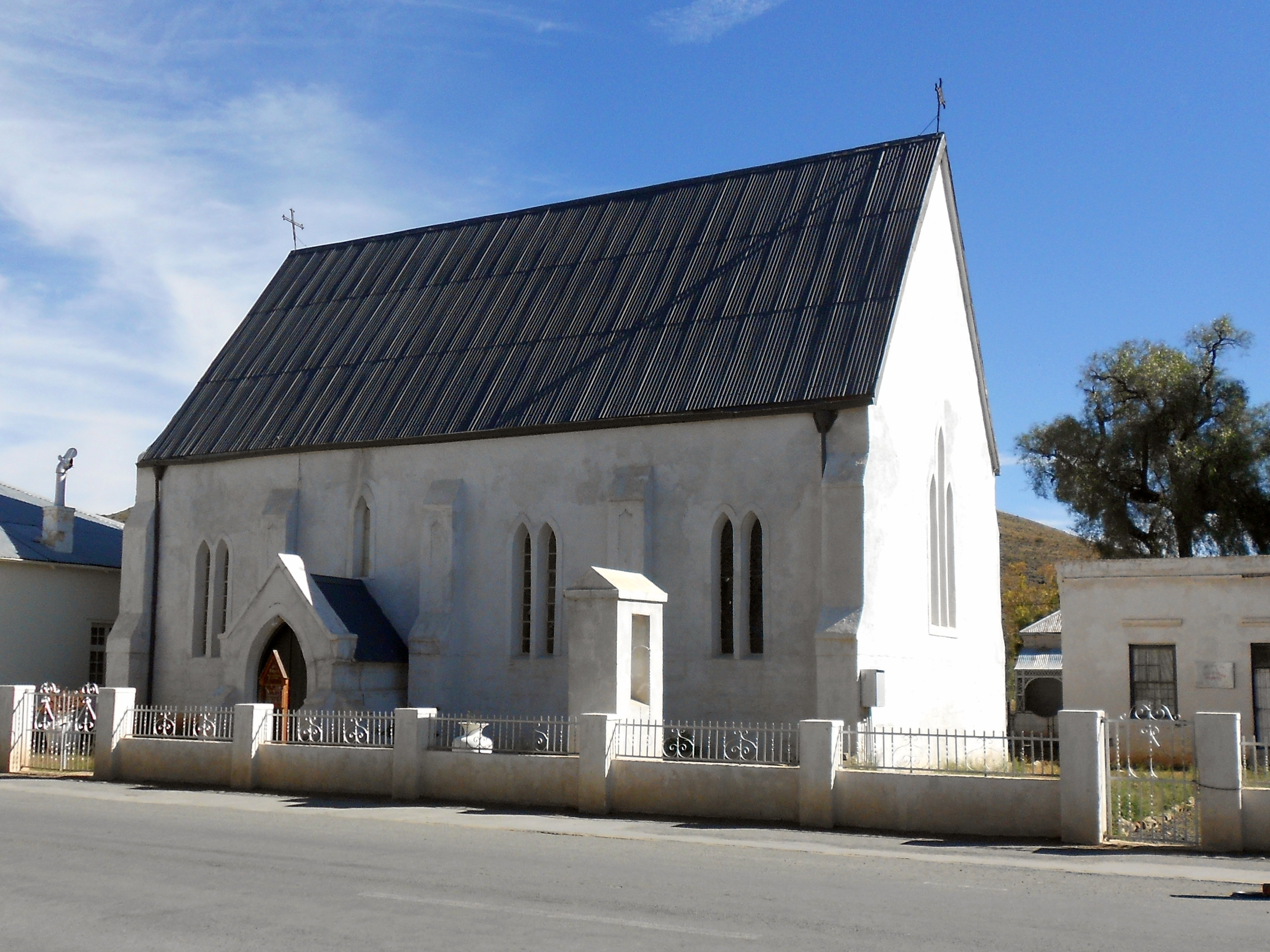
Anglikanische Kirche von 1869

Der Ort wurde 1843 auf dem Gebiet der Farmen Kapokfontein und Zeekoegat gegründet, um eine Gemeinde der Niederländisch-reformierten Kirche zu gründen. 1844 wurde er nach der damaligen britischen Königin Victoria benannt. Seit 1855 heißt er Victoria West, um ihn vom Distrikt Victoria im Osten der Kapkolonie zu unterscheiden. 1869 wurde auch eine anglikanische Kirche errichtet. Am 27. Februar 1871 überflutete der Brak River die Stadt und forderte unter den rund 1000 Einwohnern rund 60 Tote und Verletzte. Im Folgejahr wurde ein Wehr im Fluss erbaut. 1881 erreichte die Eisenbahn von Kapstadt aus kommend den Bahnhof Victoria West Road, der später in Hutchinson umbenannt wurde. Von dort wurde einen Nebenstrecke über Victoria West nach Calvinia im Westen eingerichtet.

## Wirtschaft und Verkehr
Victoria West liegt an der N12, die von Britstown im Norden zur N1 und nach Beaufort West im Süden führt, sowie an der R63, die Carnarvon im Nordwesten mit Graaf-Reinet im Südosten verbindet. Die Bahnstrecke Hutchinson–calvinia wird im Güterverkehr bedient. Der östlich gelegene Victoria West Airport (ICAO-Code FAVW) wird von kleineren Flugzeugen angeflogen, verfügt aber unter anderem über eine 1761 Meter lange Start- und Landebahn.